# یواس‌اس مالنی (دی‌دی-۵۲۸)
یواس‌اس مالنی (دی‌دی-۵۲۸) (به انگلیسی: USS Mullany (DD-528)) یک کشتی بود که طول آن ۱۱۴٫۷ متر (۳۷۶ فوت) بود. این کشتی در سال ۱۹۴۲ ساخته شد.